# Gran Premio motociclistico di Francia 1986
Il Gran Premio motociclistico di Francia 1986 fu l'ottavo appuntamento del motomondiale 1986, 52ª edizione del Gran Premio motociclistico di Francia e 30ª valida per il motomondiale.
Nell'alternanza delle piste francesi che lo ospitarono, quest'anno si svolse il 20 luglio 1986 sul circuito Paul Ricard e vide la vittoria di Eddie Lawson nella classe 500, di Carlos Lavado nella classe 250, di Luca Cadalora in classe 125 e di Egbert Streuer/Bernard Schnieders nei sidecar.
Con questa gara venne tagliato il traguardo dei 400 gran premi dalla prima prova, il Tourist Trophy 1949.

## Classe 500
Quinto successo nella stagione per lo statunitense Eddie Lawson che ha preceduto il connazionale Randy Mamola e il francese Christian Sarron. La classifica iridata vede Lawson con un vantaggio di 13 punti su Mamola.

### Arrivati al traguardo
| Pos. | Pilota              | Moto   | Tempo    | Griglia | Punti |
| ---- | ------------------- | ------ | -------- | ------- | ----- |
| 1    | Eddie Lawson        | Yamaha | 42.57.01 | 1       | 15    |
| 2    | Randy Mamola        | Yamaha | 43.09.36 | 3       | 12    |
| 3    | Christian Sarron    | Yamaha | 43.11.47 | 2       | 10    |
| 4    | Mike Baldwin        | Yamaha | 43.11.83 | 6       | 8     |
| 5    | Wayne Gardner       | Honda  | 43.19.27 | 7       | 6     |
| 6    | Robert McElnea      | Yamaha | 43.23.18 | 5       | 5     |
| 7    | Ron Haslam          | ELF    | 44.02.04 | 8       | 4     |
| 8    | Didier de Radiguès  | Honda  | 44.23.08 | 9       | 3     |
| 9    | Dave Petersen       | Suzuki | 44.38.19 | 10      | 2     |
| 10   | Paul Lewis          | Suzuki | 44.49.96 | 11      | 1     |
| 11   | Wolfgang von Muralt | Suzuki | 44.54.03 | 13      |       |
| 12   | Marco Gentile       | Fior   | 45.00.66 | 21      |       |
| 13   | Fabio Biliotti      | Honda  | 45.01.71 | 19      |       |
| 14   | Boet van Dulmen     | Honda  | 1 giro   | 17      |       |
| 15   | Christian Le Liard  | Honda  | 1 giro   | 12      |       |
| 16   | Mile Pajic          | Honda  | 1 giro   | 20      |       |
| 17   | Simon Buckmaster    | Honda  | 1 giro   | 26      |       |
| 18   | Alessandro Valesi   | Honda  | 1 giro   | 22      |       |
| 19   | Dietmar Mayer       | Honda  | 1 giro   | 28      |       |
| 20   | Juan Garriga        | Cagiva | 2 giri   | 15      |       |

### Ritirati
| Pilota              | Moto   | Motivo | Griglia |
| ------------------- | ------ | ------ | ------- |
| Lothar Spiegler     | Suzuki |        | 29      |
| Raymond Roche       | Honda  |        | 4       |
| Louis-Luc Maisto    | Honda  |        | 24      |
| Manfred Fischer     | Honda  |        | 18      |
| Pierfrancesco Chili | Suzuki |        | 16      |
| José Parra          | Honda  |        | 31      |
| Philippe Robinet    | Honda  |        | 30      |
| Leandro Becheroni   | Suzuki |        | 25      |

### Non partiti
| Pilota            | Moto   | Motivo | Griglia |
| ----------------- | ------ | ------ | ------- |
| Henk van der Mark | Honda  |        | 27      |
| Josef Ragginger   | Suzuki |        | 23      |
| Gustav Reiner     | Honda  |        | 14      |

## Classe 250
Nella classe intermedia tra quelle in gara in quest'occasione, il venezuelano Carlos Lavado ha ottenuto la sua quinta vittoria dell'anno, precedendo sul traguardo lo spagnolo Sito Pons (che lo segue anche in classifica iridata) e il francese Dominique Sarron. Curiosamente i due fratelli Sarron sono entrambi saliti sul terzo gradino del podio nella gara di casa.

### Arrivati al traguardo
| Pos. | Pilota               | Moto        | Tempo    | Griglia | Punti |
| ---- | -------------------- | ----------- | -------- | ------- | ----- |
| 1    | Carlos Lavado        | Yamaha      | 38.35.62 | 2       | 15    |
| 2    | Sito Pons            | Honda       | 38.37.45 | 5       | 12    |
| 3    | Dominique Sarron     | Honda       | 38.40.65 | 3       | 10    |
| 4    | Jean-François Baldé  | Honda       | 38.45.88 | 4       | 8     |
| 5    | Anton Mang           | Honda       | 38.46.55 | 10      | 6     |
| 6    | Martin Wimmer        | Yamaha      | 38.47.01 | 1       | 5     |
| 7    | Pierre Bolle         | Parisienne  | 38.47.56 | 13      | 4     |
| 8    | Maurizio Vitali      | Garelli     | 39.06.06 | 14      | 3     |
| 9    | Virginio Ferrari     | Honda       | 39.06.30 | 23      | 2     |
| 10   | Tadahiko Taira       | Yamaha      | 39.11.34 | 6       | 1     |
| 11   | Jacques Cornu        | Honda       | 39.16.95 | 9       |       |
| 12   | Stefano Caracchi     | Aprilia     | 39.17.92 | 7       |       |
| 13   | Loris Reggiani       | Aprilia     | 39.18.36 | 18      |       |
| 14   | Hans Lindner         | Rotax       | 39.19.07 | 30      |       |
| 15   | Reinhold Roth        | Honda       | 39.19.29 | 19      |       |
| 16   | Jean Foray           | Yamaha      | 39.20.38 | 33      |       |
| 17   | Carlos Cardús        | Honda       | 39.30.88 | 36      |       |
| 18   | Bruno Bonhuil        | Honda       | 39.31.35 | 15      |       |
| 19   | Harald Eckl          | Honda       | 39.31.65 | 21      |       |
| 20   | Alan Carter          | Cobas-Rotax | 39.34.61 | 11      |       |
| 21   | Niall Mackenzie      | Armstrong   | 39.35.16 | 12      |       |
| 22   | Massimo Matteoni     | Honda       | 39.46.49 | 29      |       |
| 23   | Alberto Rota         | Honda       | 39.47.82 | 27      |       |
| 24   | Jean-Michel Mattioli | Yamaha      | 40.03.33 | 16      |       |
| 25   | Konrad Hefele        | Honda       | 40.08.38 | 34      |       |
| 26   | Stéphane Mertens     | Yamaha      | 1 giro   | 25      |       |
| 27   | Fausto Ricci         | Honda       | 1 giro   | 24      |       |
| 28   | Siegfried Minich     | Honda       | 1 giro   | 20      |       |

### Ritirati
| Pilota                 | Moto      | Motivo | Griglia |
| ---------------------- | --------- | ------ | ------- |
| Jean-Louis Guignabodet | MIG       |        | 8       |
| Etienne Quartararo     | Honda     |        | 17      |
| Donnie McLeod          | Armstrong |        | 22      |
| Christian Boudinot     | Cobas     |        | 26      |
| Gary Noël              | EMC       |        | 28      |
| Jochen Schmid          | Yamaha    |        | 35      |
| Marcellino Lucchi      | Aprilia   |        | 31      |
| Manfred Herweh         | Aprilia   |        | 32      |

## Classe 125
Nuovo scambio nelle due posizioni di vertice della classifica iridata per i due piloti ufficiali della Garelli: Luca Cadalora con la vittoria della gara torna in testa davanti a Fausto Gresini giunto alle sue spalle. Al terzo posto l'austriaco August Auinger.

### Arrivati al traguardo
| Pos. | Pilota             | Moto    | Tempo    | Griglia | Punti |
| ---- | ------------------ | ------- | -------- | ------- | ----- |
| 1    | Luca Cadalora      | Garelli | 36.08.81 | 1       | 15    |
| 2    | Fausto Gresini     | Garelli | 36.09.81 | 2       | 12    |
| 3    | August Auinger     | MBA     | 36.10.24 | 4       | 10    |
| 4    | Bruno Kneubühler   | MBA     | 36.10.84 | 3       | 8     |
| 5    | Domenico Brigaglia | Ducados | 36.38.69 | 5       | 6     |
| 6    | Lucio Pietroniro   | MBA     | 36.42.52 | 9       | 5     |
| 7    | Pier Paolo Bianchi | MBA     | 36.45.12 | 6       | 4     |
| 8    | Johnny Wickström   | Tunturi | 36.57.50 | 11      | 3     |
| 9    | Ángel Nieto        | MBA     | 36.58.70 | 17      | 2     |
| 10   | Thierry Feuz       | MBA     | 36.59.01 | 8       | 1     |
| 11   | Jussi Hautaniemi   | MBA     | 37.05.66 | 12      |       |
| 12   | Paul Bordes        | MBA     | 37.05.67 | 13      |       |
| 13   | Willy Pérez        | MBA     | 37.41.87 | 19      |       |
| 14   | Patrick Daudier    | PMDF    | 37.50.15 | 16      |       |
| 15   | Håkan Olsson       | MBA     | 37.50.16 | 32      |       |
| 16   | Jacques Hutteau    | MBA     | 37.54.96 | 18      |       |
| 17   | Manuel Hernandez   | MBA     | 37.56.48 | 29      |       |
| 18   | Eric Gijsel        | MBA     | 38.07.54 | 36      |       |
| 19   | Jan Eggens         | EGA     | 38.08.24 | 30      |       |
| 20   | Anton Straver      | MBA     | 38.16.11 | 28      |       |
| 21   | Peter Balaz        | MBA     | 38.35.53 | 27      |       |
| 22   | Esa Kytölä         | MBA     | 1 giro   | 34      |       |
| 23   | Mike Leitner       | MBA     | 2 giri   | 23      |       |

### Ritirati
| Pilota               | Moto   | Motivo | Griglia |
| -------------------- | ------ | ------ | ------- |
| Ezio Gianola         | MBA    |        | 7       |
| Olivier Liégeois     | Assmex |        | 10      |
| Paolo Casoli         | MBA    |        | 14      |
| Adi Stadler          | MBA    |        | 15      |
| Christian Le Badezet | MBA    |        | 20      |
| Jean-Claude Selini   | MBA    |        | 21      |
| Norbert Peschke      | MBA    |        | 22      |
| Alfred Waibel        | MBA    |        | 24      |
| Bady Hassaine        | MBA    |        | 26      |
| Robin Appleyard      | MBA    |        | 31      |
| Andrés Sánchez       | MBA    |        | 33      |
| Peter Sommer         | MBA    |        | 35      |

## Classe sidecar
L'equipaggio Egbert Streuer-Bernard Schnieders precede al traguardo Alain Michel-Jean-Marc Fresc con un arrivo in volata; il terzo posto è di Steve Webster-Tony Hewitt. Un guasto costringe gli svizzeri Rolf Biland-Kurt Waltisperg a ritirarsi al primo giro.
In classifica Michel rimane in testa con 54 punti, davanti a Webster a 49 e a Streuer a 45. 

### Arrivati al traguardo (posizioni a punti)[4]
| Pos | Pilota          | Passeggero         | Moto          | Tempo    | Punti |
| --- | --------------- | ------------------ | ------------- | -------- | ----- |
| 1   | Egbert Streuer  | Bernard Schnieders | LCR-Yamaha    | 36'40"76 | 15    |
| 2   | Alain Michel    | Jean-Marc Fresc    | LCR-Yamaha    | +0"40    | 12    |
| 3   | Steve Webster   | Tony Hewitt        | LCR-Yamaha    | +20"81   | 10    |
| 4   | Alfred Zurbrügg | Martin Zurbrügg    | LCR-Yamaha    | +38"27   | 8     |
| 5   | Masato Kumano   | Helmut Diehl       | LCR-Yamaha    | +43"61   | 6     |
| 6   | Markus Egloff   | Urs Egloff         | LCR-Yamaha    | +53"13   | 5     |
| 7   | Derek Jones     | Brian Ayres        | LCR-Yamaha    |          | 4     |
| 8   | Derek Bailey    | Brian Nixon        | LCR-Yamaha    |          | 3     |
| 9   | Steve Abbott    | Shaun Smith        | Windle-Yamaha |          | 2     |
| 10  | Frank Wrathall  | Kerry Chapman      | LCR-Yamaha    |          | 1     |